# Carlo Henke
Carlo Henke (Cannero Riviera, 28 giugno 1937 – Cannobio, 13 settembre 2010) è stato un karateka italiano, maestro di Karate e fondatore e presidente della Federazione Educativa Sportiva Italiana Karate.

## Biografia
Nato a Cannero, frequenta il liceo classico del Collegio S.Maria di Verbania. Per alcuni anni vive a Roma e Milano, poi si dedica al giornalismo. Diventa pubblicista nel 1978; dal 1980 al 1989 dirige due mensili a tiratura nazionale.
Dopo una breve parentesi nel calcio e pugilato inizia la pratica del Karate nel 1966 sotto la guida del maestro Hiroshi Shirai.
Nel 1969 fonda la Nenryu, associazione sportiva di Karate attiva a Verbania a partire dal 1974. Il primo titolo importante della società Nenryu è del 1978, quando ottiene il titolo di Campione d'Italia di Kumite a squadre, battendo le formazioni delle Fiamme gialle e dei Carabinieri. Camillo Ferrari, Ivano Pederiva e Giuseppe Pirelli sono alcuni tra gli atleti allenati della Nenryu.
Per lungo tempo aderisce alla FIK (Federazione Italiana Karate), organizzazione nella quale Henke ricoprirà cariche importanti quali presidente degli arbitri in Italia, arbitro internazionale, membro della commissione mondiale di arbitraggio nell'80 a Tokyo, quindi presidente della Commissione Tecnica Nazionale che guidò l'Italia a conquistare il primo titolo mondiale di combattimento della sua storia nel 1982 a Madrid.
È stato sindaco di Cannero Riviera e assessore della città di Cannobio.
Il figlio Sean Henke è stato 12 volte campione italiano, campione europeo nel 2006, e allenatore della squadra nazionale femminile di kumite. La figlia Denise Henke è stata 11 volte campionessa italiana, 3 volte campionessa europea e 5 volte campionessa mondiale.
- 1966 Inizio attività Karate;
- 1969 Conseguimento della Cintura Nera 1º Dan;
- 1969 Conseguimento della qualifica di Istruttore;
- 1971 Conseguimento della Cintura Nera 2º Dan;
- 1971 Conseguimento della qualifica di Maestro;
- 1971 Conseguimento della qualifica di Arbitro Nazionale;
- 1972 Conseguimento della qualifica di Arbitro Internazionale;
- 1973 Membro della Commissione Arbitrale Europea (UEK/EKU);
- 1975 Conseguimento della Cintura Nera 3º Dan;
- 1978 Conseguimento della Cintura Nera 4º Dan;
- 1982 Conseguimento della Cintura Nera 5º Dan;
- 1982 Nomina a Presidente della Commissione Tecnica FIKDA;
- 1987 Conseguimento della Cintura Nera 6º Dan;
- 1991 Presidente del Settore Sportivo FIKTA;
- 1993 Conseguimento della Cintura Nera 7º Dan;
- 1993 Membro fondatore e Presidente FESIK;
- 1993 Conseguimento qualifica di Docente Federale;
- 1996 Membro fondatore e Vicepresidente WKC;
- 2000 Conseguimento della Cintura Nera 8º Dan;
- 2001 Nomina a Chairman WKC;
- 2005 Membro fondatore e Chairman WUKO;
- 2005 Presidente Onorario WUKO a vita;
- 2008 Presidente della WUKO;
- 2010 Presidente Onorario della Fesik;
- 2010 Medaglia d'oro della WKF;
- 2010 Conseguimento della Cintura Nera 9º Dan alla memoria.